# Mistrovství světa v zápasu řecko-římském 1975
Mistrovství světa v zápasu řecko-římském proběhlo v Minsku, Sovětský svaz v roce 1975. 

## Výsledky
| Kategorie | Zlato                | Stříbro              | Bronz                |
| --------- | -------------------- | -------------------- | -------------------- |
| 48 kg     | Vladimir Zubkov      | Gheorghe Berceanu    | Stefan Angelov       |
| 52 kg     | Vitalij Konstantinov | Bilal Tabur          | Baek Seung-hyun      |
| 57 kg     | Farchat Mustafin     | Józef Lipień         | Pertti Ukkola        |
| 62 kg     | Nelson Davidjan      | Kazimierz Lipień     | László Réczi         |
| 68 kg     | Šamil Chisamutdinov  | Andrzej Supron       | Binjo Chifudov       |
| 74 kg     | Anatolij Bykov       | Janko Šopov          | Mihály Toma          |
| 82 kg     | Anatolij Nazarenko   | Ion Enache           | Adam Ostrowski       |
| 90 kg     | Valerij Rezancev     | Stojan Nikolov       | Fred Theobald        |
| 100 kg    | Kamen Goranov        | Fredi Albrecht       | Andrzej Skrzydlewski |
| +100 kg   | Aleksandar Tomov     | Oleksandr Kolčynskyj | Roman Codreanu       |